# فرابنفش
فرابنفش (به انگلیسی: Ultraviolet) یا به اختصار UV، موجی است در گستره امواج الکترومغناطیسی با طول موجی در محدوده ۱۰۰ تا ۴۰۰ نانومتر که کوتاه‌تر از نور مرئی و بلندتر از پرتو ایکس است. به بیانی دیگر انرژی آن کمتر از پرتو ایکس، ولی بیشتر از نور مرئی است. پرتو UV در نور خورشید موجود است و تقریباً شامل ۱۰٪ از تمام امواج منتشر شده از سطح خورشید می‌شود. این پرتو هم چنین در هنگام جوشکاری قوس الکتریکی منتشر می‌شود. همچنین برای تولید آن از لامپ‌های مخصوصی از جمله لامپ سیاه یا لامپ بخار جیوه استفاده می‌شود.
از پرتو فرابنفش برای ضد عفونی آب، مواد خوراکی، تجهیزات پزشکی و لوازم صنعتی و غیره می‌توان استفاده نمود.

## چگونگی کشف تابش
پرتو فرابنفش بگونه‌ای کاملاً اتفاقی با مشاهده تغییر رنگ و تیرگی املاح نقره در مقابل نور مستقیم آفتاب کشف گردید. در سال ۱۸۰۱ دانشمند آلمانی، یوهان ویلهلم ریتر بر اثر مشاهداتش توجه نمود که تابش‌های فرابنفش، که نامرئی هستند، عامل اساسی در تیرگی صفحات کاغذ آغشته به کلرید نقره هستند. او در آن زمان این پدیده را «پرتوهای شیمیایی» نامید.

## توزیع تابش

### منبع طبیعی فرابنفش
خورشید ساطع‌کننده پرتو فرابنفش در هر سه باند UVA, UVB و UVC به مقدار فراوان است ولی به سبب ویژگی جذب UV در لایه اوزون اتمسفر، ۹۹٪ تابش فرابنفشی که به زمین می‌رسد از نوع باند (کمتر مضر)UVA است.
شیشه پنجره معمولی نسبت به دامنه ظاهراً کم نفوذ (UVA(300-400 nm شفاف بوده و مقاومت چندانی در مقابل آن نشان نمی‌دهد اما نسبت به عبور طول موج‌های پایین‌تر از ۳۵۰ nm حساس است به اندازه‌ای که ۹۰٪ تابش‌های UV کوتاه‌تر از ۳۰۰ nm را از خود عبور نمی‌دهد.
نور (طیف الکترومغناطیسی مرئی) ناحیه طیفی از حدود ۴۰۰ تا ۷۵۰ نانومتر را می‌پوشاند. باند تابشی که از حدود ۱۰ نانومتر تا ۴۰۰ نانومتر امتداد دارد، به عنوان تابش فرابنفش (UV) شناخته می‌شود. طیف نگارهای UV این محدوده را به سه باند نزدیک، دور و فرین تقسیم می‌کنند.
در بحث از تأثیر این پرتو غیر مرئی بر سلامت انسان و محیط زیست، می‌توان آن را به چند روش تقسیم کرد:
- فرابنفش نزدیک، near UV، (طول موج ۳۸۰–۲۰۰ نانومتر؛ به اختصار NUV)
- فرابنفش دور، far UV، یا فرابنفش خلاء، vacuum UV، (طول موج ۲۰۰–۱۰ نانومتر؛ به اختصار FUV یا VUV)
- فرابنفش فرین، extreme UV، (طول موج ۳۱–۱ نانومتر؛ به اختصار EUV یا XUV).

| نام                | علامت اختصاری | طول موج به نانومتر | مقدار انرژی به فوتون | توضیح        |
| ------------------ | ------------- | ------------------ | -------------------- | ------------ |
| پرتو فرابنفش نزدیک | NUV           | 400 – 300 nm       | 3.10 – 4.13 eV       | ظاهراً کم خطر |
| پرتو فرابنفش میانه | MUV           | 300 – 200 nm       | 4.13 – 6.20 eV       | خطرناک       |
| پرتو فرابنفش دور   | FUV           | 200 – 122 nm       | 6.20 – 10.16 eV      | بسیار خطرناک |

| نام                          | علامت اختصاری | طول موج به نانومتر | مقدار انرژی به فوتون | توضیح                                                         |
| ---------------------------- | ------------- | ------------------ | -------------------- | ------------------------------------------------------------- |
| پرتو فرابنفش خلاء یا Vacuum  | VUV           | 200 – 10 nm        | 6.20 – 124 eV        | عمدتاً از طریق اکسیژن جو جذب شده ولی نیتروژن آن را منتقل می‌کند |
| پرتو فرابنفش فرین یا Extreme | EUV           | 121 – 10 nm        | 10.25 – 124 eV       | کاملاً توسط جو زمین جذب می‌شود                                  |

### فرابنفش نزدیک
پرتو فرابنفش نزدیک را به دسته‌های زیر نیز تقسیم می‌کنند:
- موج بلند فرابنفش که از ۳۲۰ تا ۴۰۰ نانومتر امتداد دارد و UV-A نیز نامیده می‌شود،
- موج میانی فرابنفش که از ۲۸۰ تا ۳۲۰ نانومتر امتداد دارد و UV-B نیز نامیده می‌شود،
- موج کوتاه فرابنفش که از ۲۰۰ تا ۲۸۰ نانومتر امتداد دارد و UV-C نیز نامیده می‌شود.

(این اصطلاحات را نباید با قسمت‌هایی از طیف رادیویی با نام‌های مشابه اشتباه گرفت)
| نام            | علامت اختصاری | طول موج به نانومتر | مقدار انرژی به فوتون | توضیح                                                 |
| -------------- | ------------- | ------------------ | -------------------- | ----------------------------------------------------- |
| پرتو فرابنفش A | UVA           | 400 – 315 nm       | 3.10 – 3.94 eV       | موج بلند یا نور سیاه که توسط لایه ازون جذب نمی‌شود     |
| پرتو فرابنفش B | UVB           | 315 – 280 nm       | 3.94 – 4.43 eV       | موج متوسط که بیشتر آن توسط لایه ازون جذب می‌شود        |
| پرتو فرابنفش C | UVC           | 280 – 100 nm       | 4.43 – 12.4 eV       | موج کوتاه که کاملاً توسط لایه ازون و جو زمین جذب می‌شود |

### فرابنفش خلاء
هوای معمولی در مقابل طول موج‌های ۲۰۰ nm و پایین‌تر از آن به صورت شیشه‌ای مات عمل کرده و آن‌ها را از خود عبور نمی‌دهد. علت این امر به لطف قابلیت بسیار بالای جذب تابش فرابنفش موج کوتاه توسط «اکسیژن» جو امکان‌پذیر شده است، در حالی که مثلاً عنصری مانند نیتروژن کاملاً برعکس، در برابر UV مانند شیشه‌ای شفاف عمل می‌کند.
در مجموع می‌توان گفت که هوا یا جو نسبت به عبور تابش امواج خیلی کوتاه و مضر فرابنفش، بسیار سختگیرانه عمل می‌نماید. همین واکنش است که کره خاکی را برای انسان‌ها و بسیاری از جانداران قابل سکونت ساخته است؛ و باز به همین دلیل، در صنایعی که نیاز به استفاده از تابش فرابنفش موج کوتاه زیر ۲۰۰ nm باشد (مانند صنایع ساخت نیمه رساناها)، این عملکرد تنها در محیط‌های تخلیه شده از اکسیژن امکان‌پذیر خواهد بود.

### فرابنفش فرین
مشخصه این پرتو فرابنفش، دو تأثیر متفاوت آن‌ها با ماده است: طول موج‌های بلندتر از ۳۰ nm اساساً با ویژگی‌ها و توان ترکیبی مواد در سطح الکترونی–شیمیایی سروکار دارند در حالی که طول موج‌های کوتاه‌تر از ۳۰ nm پرتو فرابنفش تنها تعاملی دارند با اوربیتال‌های الکترونی و هسته اتمها.
همانگونه که قبلاً نیز اشاره شد باند XUV به شدت توسط بسیاری از عناصر شناخته شده متعارف قابل جذب است؛ بنابراین فاقد اثر پایدار است. اما امروزه این امکان به‌وجود آمده که حتی بتوان تصاویر چند لایه‌ای که قادر به بازتاب حدود ۵۰٪ از تابش‌های XUV باشند را در شرایط آسان و عادی به‌دست‌آورد.
از فناوری اخیر در ساختن تلسکوپهایی برای تصویرپردازی خورشیدی که قبلاً امکان ثبت آن‌ها با هیچ تلسکوپ دیگری وجود نداشت استفاده می‌شود. اکنون دو پدیده تلسکوپی SOHO/EIT و همچنین TRACE توانسته‌اند به کمک به‌کارگیری از فناوری Extreme UV، تصاویر خیره‌کننده‌ای از خورشید و سایر سیارات و ستارگان و کهکشان‌های دور و نزدیک در دسترس آدمی قرار بدهند.

## نکات دانستنی

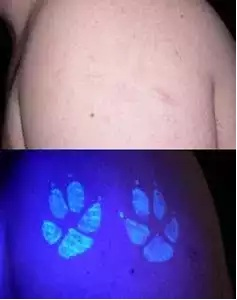

- برخی از جانداران از جمله پرندگان، خزندگان، حشرات، از جمله زنبورها قادر به دیدن امواج مرئی نزدیک به تابش UV هستند.
- بسیاری از گیاهان، میوه‌ها، گل‌ها و بذرها قدرت مقاومت فوق‌العاده‌ای نسبت به قدرت انسان در مقابل این تابش نشان می‌دهند.
- عقرب‌ها زیر پرتو UV به رنگهای سبز یا زرد می‌درخشند.
- معدودی از پرندگان در پرهایشان الگوهایی دارند که تنها در تابش UV قابل مشاهده خواهند بود.
- ادرار بعضی از جانوران گوشتخوار از جمله «گربه» حتی در تاریکی مطلق نیز تحت تابش طول موج خاصی از UV قابل دیدن است.

## تأثیرات مثبت پرتو فرابنفش
از جمله اثرات مثبت قرار گرفتن در معرض تابش باند UVB تحریک پوست برای تولید "ویتامین D" است. تخمین زده می‌شود که علت مرگ ناخواسته سالانه ده‌ها هزار شهروند آمریکایی تنها به دلیل سرطان‌های ناشی از کمبود و اختلال در جذب ویتامین D باشد. دیگر تأثیر اختلال در جذب ویتامین D پوکی استخوان و سایر عوارض متأثر از اختلال مغز استخوان که منجر به درد، عدم تحمل وزن شخص توسط خود، و نهایتاً ایجاد ترک و شکستگی‌های ناخواسته به ویژه در زنان خواهد بود. البته امروزه در برخی کشورها تأکید بسیاری بر غنی‌سازی مواد خوراکی با افزودن رژیم‌های ویتامین D و کلسیم می‌شود که در مقایسه با اثرات محتمل سوء UVB بر پوست بدن انسان (سرطان) بسیار پسندیده و مرجح هستند.

## موارد حفاظتی
اصل کلی: در مورد انسان، حضور طولانی در مقابل تابش فرابنفش، می‌تواند احتمال ابتلاء به آسیب‌های حاد و مزمن پوستی، بینایی و حتی تخریب کل سیستم ایمنی بدن را به دنبال داشته باشد.
- - فوتون‌های پرتو فرابنفش به خصوص در باند UVB، به هر نوع مولکول DNA متعلق به ارگان‌های زنده، به اشکال گوناگون حمله‌ور می‌شوند.
  - در شایع‌ترین حالت، حمله علیه نزدیک‌ترین ترکیب "باز تیمین یا Thymine Bases" در حلقه DNA اتفاق می‌افتد. در این حالت "بازهای تیمین یا Thymine Bases" همپایه، به عوض نگهداری تعادل پله‌ای DNA «یا به عبارتی»LADDER BASE BOND"، به همپایه خویش پیوسته و باعث به‌وجود آمدن نوعی DNA «معیوب» می‌شوند.

در این صورت زنجیره دی‌ان‌ای با از دست دادن کد رمزی اصلی خود، به نوعی کد با رمز دیگری تبدیل و معنای اولیه ساختار هسته سلولی خود را از دست داده که عملاً حاصل، سلولی با عملکرد غیر مشخص یا تخریب شده سرطانی است.
- - همه پرتوهای UVA ,UVB ویا UVC قادرند که از عمر سلول‌های اساسی بدن از جمله بافت‌های فیبروزی پروتئینی موجود در بدن از جمله پوست، استخوان، غضروف و هرگونه بافت پیوندی بکاهند.

### قابلیت خود حفاظتی طبیعی بدن
برای حفاظت از اثرات مخرب پرتو فرابنفش، بدن انسان گاهی (با توجه به نوع پوست و نژاد)، از خود نوعی رنگدانه قهوه‌ای رنگ بنام ملانین آزاد می‌کند که این عمل با جلوگیری از نفوذ تابش به نسوج عمقی می‌تواند سودمند باشد. در غیر اینصورت، می‌توان از محصولات جلوگیری‌کننده از نفوذ تابش UV به بدن مانند لوسیون‌های ضدآفتاب که بیشتر به نام Sun blocks معروفند، استفاده شود.
امروزه بعضی از محصولات به اصطلاح Sunscreen دارای ترکیباتی از قبیل دی اکسید تیتانیوم TiO۲ و اکسید دوزنگ یا Zinc Oxide و آووبنزون Avobenzone هستند که کمک بزرگی جهت حمایت بدن در مقابل انواع تابش فرابنفش هستند.
- بیشتر کرم‌های ضدآفتاب با اعلام درجه اندازه‌گیری مقاومت خویش بر اساس معیار SPF ظاهراً تنها قادر به محافظت پوست از باند UVB هستند که همین نکته می‌تواند شما را به اشتباه بیندازد؛ زیرا دگرباره لازم به تکرار است که که باند UVA که توسط این‌گونه لوسیون‌ها پوشش داده نمی‌شوند به علت قدرت نفوذ بسیار بالا در نسوج بدن، عامل اصلی و اولیه سرطان پوست در انسان شناخته شده‌اند.
- طبق استاندارد UPF نوع پوشش یا لباس هم در زمینه قدرت جلوگیری از تابش‌های باند UVA و UVB مؤثر بوده و بر حسب توان مقاومتشان، دسته‌بندی می‌شوند، پس نوع لباس پوشیدن ما هم در حمایت از نسوج بدن در مقابل UV قابل توجه و اهمیت است.

### حفاظت از چشم
تابش UVB قدرت بالا برای چشمان بسیار مخرب ومی تواند باعث آب مروارید Cataract و اختلال مزمن قرنیه Pterygium یا کوری موقت و دائم شود. پوشش حفاظتی چشمان برای کسانی که به مدت طولانی در معرض تابش فرابنفش و به‌خصوص از نوع طول موج کوتاه آن قویاً توصیه می‌شود. برای نمونه کوهنوردان و اسکی‌بازان که به جهت اقامت‌های طولانی در ارتفاعات بالا، عملاً با رقیق شدن هوا، عامل اصلی مقاومت در مقابل تابش فرابنفش را از دست می‌دهند.
گر چه عینک‌های آفتابی معمولی به میزان کمی در مقابل تابش فرابنفش مقاومند اما توصیه می‌شود که حتی المقدور از لنزهای پلاستیکی (ترجیحاً از جنس پلی کربنات Polycarbonate) به‌جای لنزهای شیشه‌ای استفاده شود زیرا شیشه معمولی در مقابل UVA فاقد مقاومت بوده و آن را به راحتی از خود عبور می‌دهد. عینک‌ها باید بتوانند از ورود تابش‌های فرابنفش از کناره‌ها و بالا و پایین آن نیز جلوگیری کنند.
اثرات شیمیایی پرتو فرابنفش بر سایر مواد
- تنزل کیفی مواد پلیمری،

رنگدانه‌ها، رنگ‌های نساجی و صنعتی Degradation of Polymers, Pigments and Dyes
بیشتر مواد پلیمری صنعتی یا موارد مصرفی، به توسط تخریب انواع تابش‌های فرابنفش و به علت تنزل کیفی، نیاز به پایدارکننده‌هایی برای کند کردن روند حمله به ساختار خود دارند. و…

## کاربردهای پرتو فرابنفش

### نورهای سیاه

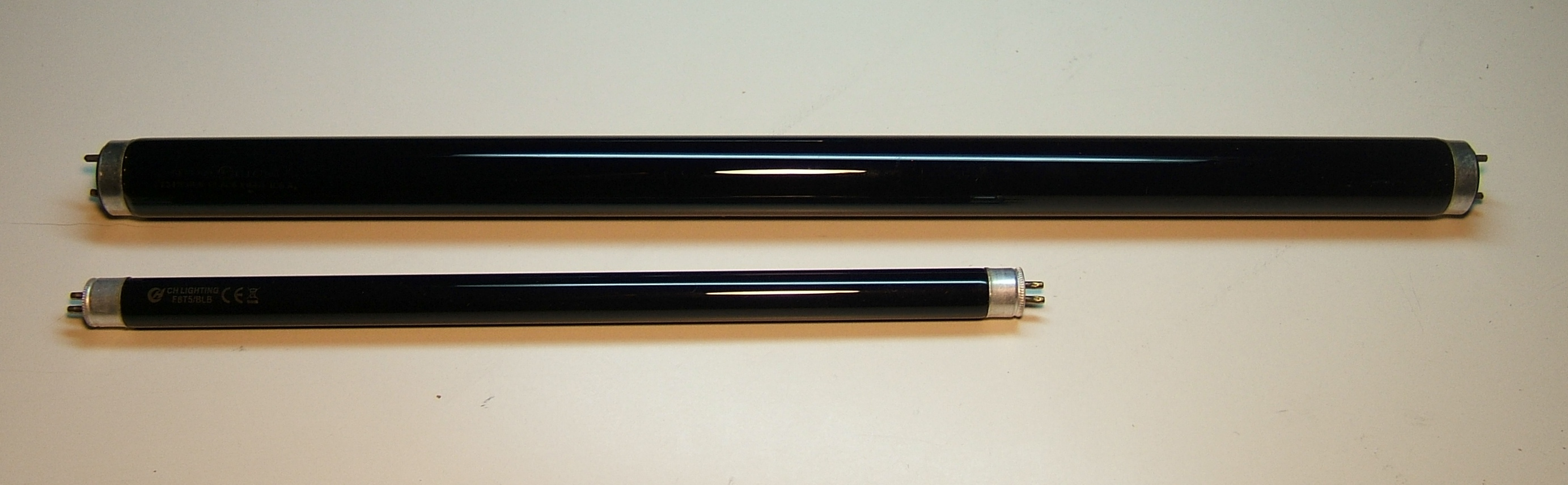

نور سیاه به لامپی گفته می‌شود که قادر است با تابش امواج بلند فرابنفش که به صورت مرئی به سختی دیده می‌شوند، با نوعی تابش شبه فلورسنتی، به‌عنوان یک علامت ضد تقلب، بر روی اسنادی حساس به طول موجی خاص، چون کارت‌های اعتباری، گذرنامه و گواهینامه رانندگی و غیره بکار گرفته شود.
امروزه گذرنامه‌ها و اسکناس‌های اغلب کشورها، آغشته به مرکب‌های حساس به UV و بعضاً مجهز به نوارهای امنیتی اندUV sensitive threads هستند.

### لامپ‌های فلورسنت
لامپ‌های فلورسنت قادرند که با یونیزه نمودن بخار جیوه، پرتو فرابنفش تولید کنند. لایه‌ای فسفری در داخل تیوپ همراه با جذب تابش فرا بنفش است که آن را تبدیل به نور مرئی می‌نماید.

### فیزیوتراپی

به دلیل خاصیت ضدعفونی‌کننده و همچنین تحریک زایش پوستی بعضی از انواع فرابنفش(UV)در فیزیوتراپی برای درمان بیماران استفاده می‌شود.
این نوع امواج در دو دسته کلی لامپ‌های سرد و لامپ‌های گرم تقسیم می‌شوند.
عفونت‌های پوستی، جوان‌سازی پوست، زخم‌های بستر، پسوریازیس و بسیاری از بیماری‌های دیگر با این روش مورد درمان قرار می‌گیرند.

### اخترشناسی
در دانش ستاره‌شناسی اجرام بسیار حجیم، قاعدتاً قادر به صدور تابش عظیمی از امواج فرابنفش به اطرافند.
همچنان‌که ذکر گردید، لایه اوزون بخش قابل توجهی از این نوع امواج که می‌بایستی توسط تلسکوپ‌های مستقر روی زمین دریافت شوند جذب خواهد کرد؛ بنابراین هر مشاهده‌ای در این زمینه باید خارج از جو کره زمین محقق شود.

### کنترل حشرات
تله‌های فرابنفش برای از بین بردن حشرات پرنده ریز جثه که شبانه میل به نزدیکی تابش UV دارند.

### عکاسی

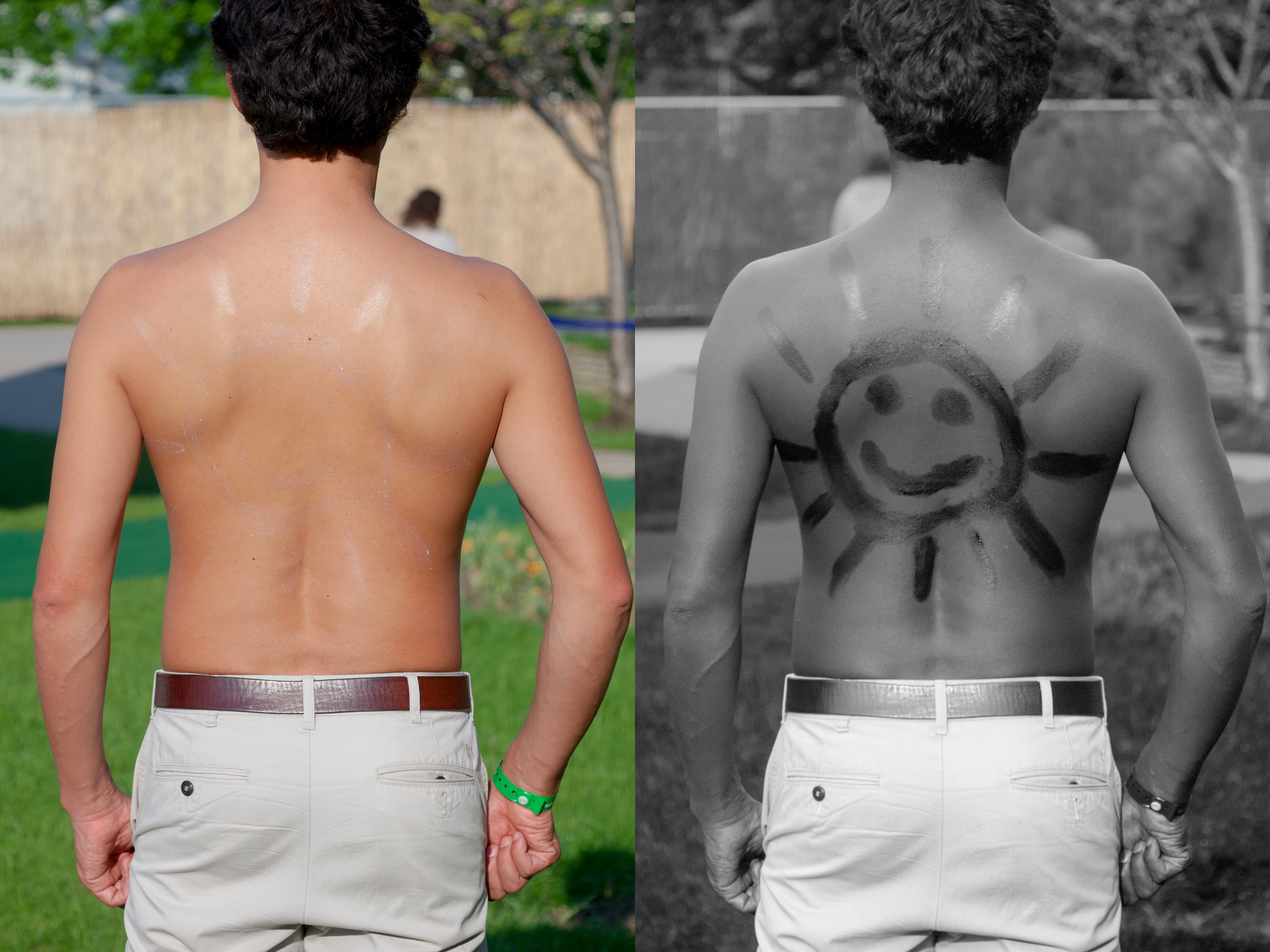
پوست انسان با طرح ضدآفتاب: در نور و پرتو فرابنفش.

عکاسی فرابنفش فرایند عکاسی برای ثبت تصاویر با استفاده از تابش طیف UV است. تصاویر گرفته‌شده با پرتو فرابنفش با اهداف علمی، پزشکی یا هنری تهیه می‌شوند. این تصاویر ممکن است خراب‌شدن آثار هنری یا ساختارهایی را که در زیر نور آشکار نمی‌شوند را نشان دهند. ممکن است از تصاویر پزشکی تشخیصی برای تشخیص برخی اختلالات پوستی یا به عنوان شواهد آسیب استفاده شود. برخی از حیوانات، به ویژه حشرات، از طول‌موج‌های فرابنفش برای دیدن استفاده می‌کنند؛ بنابراین عکاسی فرابنفش می‌تواند به بررسی علائم گیاهانی که حشرات را جذب می‌کنند کمک کند، در حالی‌که این علائم با چشم غیرمسلح برای انسان نامرئی است. عکاسی فرابنفش از مکان‌های باستانی ممکن است مصنوعات یا الگوهایی را نشان دهد که بدون استفاده از عکاسی فرابنفش قابل مشاهده نیستند.

### گندزدایی
طول موج‌های کوتاه پرتو فرابنفش (طول موج بین 100-280 UV-C) می‌تواند باکتری‌ها و سایر ارگانیسم‌های کوچک را منهدم کند. به همین دلیل برای گندزدایی و ضدعفونی کردن سطوح مانند اتاق‌های بیمارستان‌ها استفاده می‌شوند. از پرتو فرابنفش برای ضدعفونی آب، مواد خوراکی، تجهیزات پزشکی و لوازم صنعتی و غیره می‌توان استفاده نمود.
دلایل پذیرش پرتو فرابنفش: نیاز به حمل‌ونقل و انبار مواد شیمیایی ندارد، با تغییرات PH و دما کارایی آن چندان تغییر نمی‌کند، فراورده جانبی به وجود نمی‌آورد، ایجاد طعم و بوی شیمیایی نمی‌کند، زمان تماس لازم برای گندزدایی بسیار کوتاه است، و روی گروه هوازی اثر فوق‌العاده دارد.
معایب ضدعفونی پرتو: باقی نماندن تأثیر ضدعفونی کنندگی، نبود دانش فنی دربارهٔ چگونگی عمل سیستم‌های UV در شرایط مختلف، برای مواد آلی مناسب نیست، برای سطوح غیرقابل دید مثل زوایا و خلل و فرج مناسب نیست و روی بعض از اشیا اثر کمتری دارد مثلاً پرتو می‌تواند سطوح آلومینیوم و شیشه را استریل کند ولی روی چوب و لاستیک و کاغذ را نمی‌تواند استریل کند.